# Johann Justinus Gebauer
Johann Justinus Gebauer (* 19. Mai 1710 in Waltershausen; † 26. Januar 1772 in Halle (Saale)) war ein deutscher Verleger.

## Leben und Wirken
Johann Justinus Gebauer absolvierte ab 1724 eine Buchhändlerlehre bei Chr. Franciscus Buch in Jena. Er arbeitete danach ab 1732 zunächst als Faktor in der Buchdruckerei des Hallensers Stephan Orban (1681–1732). Nach Orbans Tod kaufte er dessen Druckerei und führte sie unter eigener Firma weiter. Zusätzlich begründete er in Halle eine Verlagsbuchhandlung. Nach Gebauers Tod wurde das Unternehmen ab 1772 zunächst von seinem Sohn Johann Jakob Gebauer und ab 1818 von seinem Enkel Friedrich Wilhelm Ferdinand Gebauer (1786–1819) fortgeführt. Als dieser im Alter von nur 33 Jahren starb, erwarb Carl August Schwetschke die Buchdruckerei und Verlagsbuchhandlung Gebauer, die seitdem unter Gebauer-Schwetschke firmierte.
Gebauer verlegte rund 500 Werke; zu den bedeutendsten zählen – neben den ersten Cansteinschen Bibelausgaben – z. B. die Publikation der ersten 30 Bände der Allgemeinen Welthistorie (1742–1766, Bearbeitungen u. a. von Georg David Kypke und Johann Salomo Semler), die von Johann Georg Walch herausgegebene 24-bändige Ausgabe der Schriften Martin Luthers (1740–1753) sowie Walchs Lutherische Kirchenpostille. Neben deutschsprachigen und lateinischen Titeln verlegte und druckte Gebauer auch Werke in böhmischer, polnischer, wendischer und ungarischer Sprache.
Sein Grab befindet sich auf dem halleschen Stadtgottesacker (Bogen 36).
Das vollständig überlieferte Verlagsarchiv der Firma Gebauer-Schwetschke, das die Zeit von der Gründung des Unternehmens unter Johann Justinus Gebauer über dessen Weiterführung durch seinen Sohn Johann Jakob Gebauer bis hin zur Fusion der Firmen Gebauer und Hemmerde & Schwetschke unter der Ägide von Carl August Schwetschke und seiner Nachfolger umfasst, befindet sich im Stadtarchiv Halle/Saale. Der Bestand wird seit 2010 mit Förderung durch die Deutsche Forschungsgemeinschaft erschlossen.